# Петросов, Арташес Аракелович
Арташес Аракелович Петросов (арм. Արտաշես Առաքելի Պետրոսով, азерб. Artaşes Arakeloviç Petrosov; 1909, Шушинский уезд — ?) — советский азербайджанский хлопковод, Герой Социалистического Труда (1948).

## Биография
Родился в 1909 году в селе Кендхурд Шушинского уезда Елизаветпольской губернии (ныне село в Ходжавендском районе Азербайджана).
Участник Великой Отечественной войны.
С 1933 года — слесарь Сальянской МТС, слесарь, бригадир трактористов Карягинской МТС, бригадир колхоза «28 апреля» Физулинского района Азербайджанской ССР. В 1947 году в обслуживаемых колхозах получил урожай хлопка 59,6 центнеров с гектара на площади 64 гектара.
Указом Президиума Верховного Совета СССР от 10 марта 1948 года за получение в 1947 году высоких урожаев хлопка Петросову Арташесу Аракеловичу присвоено звание Героя Социалистического Труда с вручением ордена Ленина и золотой медали «Серп и Молот».
С 1969 года — пенсионер союзного значения.